# Евира
Евира (фр. Eyvirat) насеље је и општина у југозападној Француској у региону Аквитанија, у департману Дордоња која припада префектури Периже.
По подацима из 2011. године у општини је живело 271 становника, а густина насељености је износила 15,1 становника/km². Општина се простире на површини од 17,95 km². Налази се на средњој надморској висини од 230 метара (максималној 230 m, а минималној 134 m).

## Демографија
| 1962. | 1968. | 1975. | 1982. | 1990. | 1999. | 2011. |
| ----- | ----- | ----- | ----- | ----- | ----- | ----- |
| 213   | 265   | 234   | 239   | 250   | 252   | 271   |

График промене броја становника у току последњих година